# Matthias Schönwald

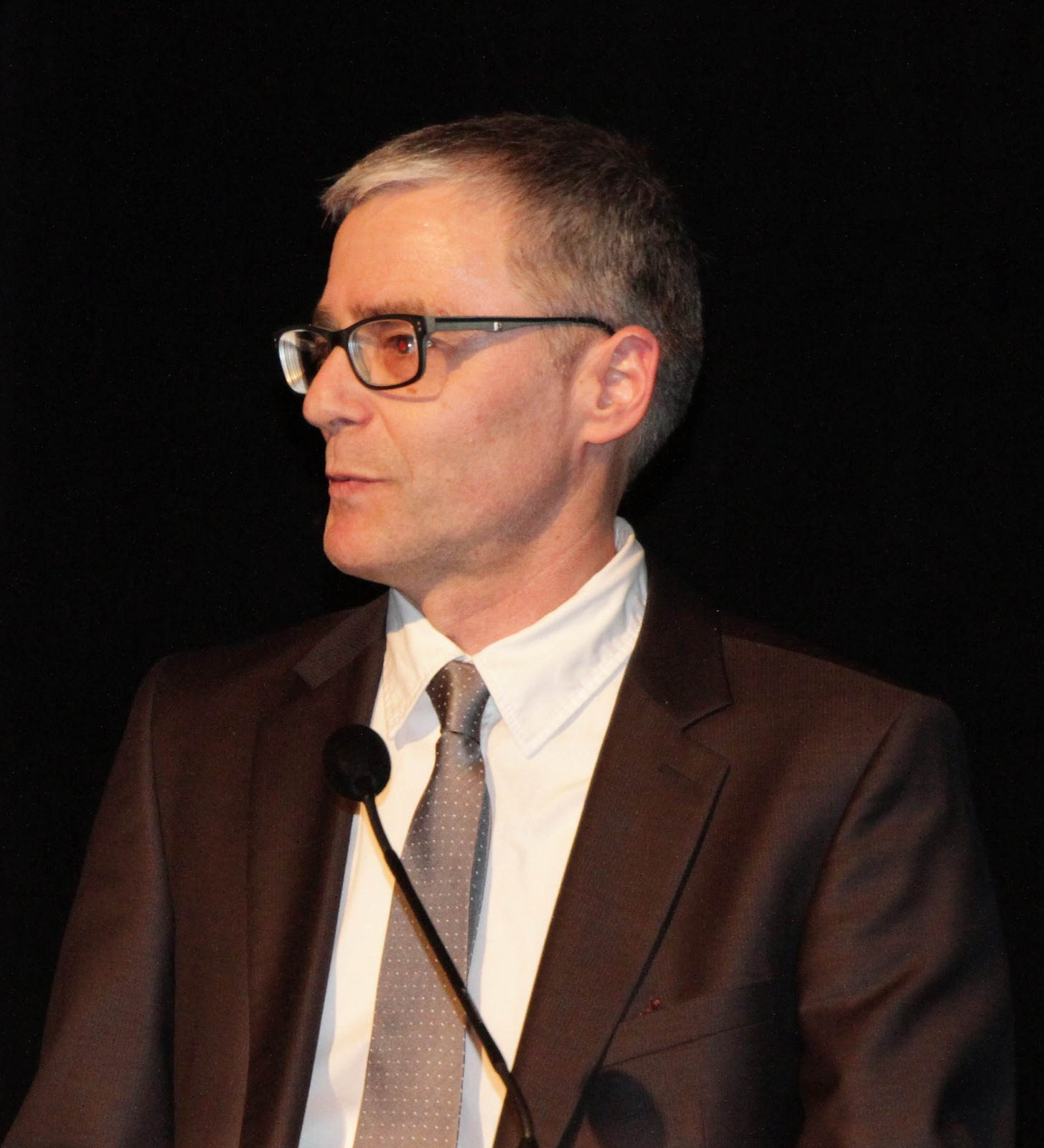
Matthias Schönwald

Matthias Schönwald (* 1966 in Ravensburg) ist ein deutscher Historiker.

## Leben
Nach dem Abitur studierte Schönwald an der Ludwig-Maximilians-Universität München und an der Eberhard Karls Universität Tübingen Geschichte, Germanistik und Politikwissenschaft und schloss mit einem Magisterexamen ab. 1996 wurde er mit einer Untersuchung über die deutsch-argentinischen Beziehungen nach dem Zweiten Weltkrieg in Tübingen promoviert. Von 1996 bis 2002 war er als Wissenschaftlicher Assistent am Historischen Seminar der Bergischen Universität Wuppertal beschäftigt. Seit 2005 ist er als Gymnasiallehrer tätig, zunächst in Düsseldorf und anschließend am Carl-Laemmle-Gymnasium Laupheim. Von 2014 bis 2017 wirkte er als Pädagogischer Leiter des Museums zur Geschichte von Christen und Juden in Laupheim. Seit 2020 ist er stellvertretender Schulleiter des Gymnasiums Aulendorf, seit April 2025 dessen Leiter.
Schönwalds Forschungsschwerpunkte sind die Geschichte Europas und Lateinamerikas sowie die deutsch-jüdische Geschichte im 20. Jahrhundert. 2018 veröffentlichte er eine Biographie über den Europapolitiker Walter Hallstein.

## Veröffentlichungen

### Monografien und Sammelbände
- Walter Hallstein. Ein Wegbereiter Europas. Kohlhammer, Stuttgart 2018, ISBN 978-3-17-033164-8.[2]
- (Hrsg. zusammen mit Franz Knipping): Aufbruch zum Europa der zweiten Generation. Die europäische Einigung 1969–1984. WVT Wiss. Verlag Trier, Trier 2004, ISBN 978-3-88476-652-1.[3]
- Deutschland und Argentinien nach dem Zweiten Weltkrieg. Politische und wirtschaftliche Beziehungen und deutsche Auswanderung 1945–1955. Schöningh, Paderborn, München, Wien, Zürich 1998, ISBN 978-3-506-77508-5 (Zugl.: Tübingen, Univ., Diss., 1996).

### Aufsätze
- Markus Geiger, Andreas Zodel (Hrsg.): Kursbuch Geschichte – Oberstufe. Baden-Württemberg, Cornelsen Verlag, Berlin 2021, ISBN 978-3-06-064873-3 (Kapitel 9.1, 9.2, 9.3 und 9.5).
- Das kurze Leben der Käthe Krämer. In: Dokumente zu Grafeneck und „Euthanasie“-Verbrechen im Nationalsozialismus, CD-ROM zu Cornelia Zenner, Günther Gutknecht, Günter Krapp: Lehrer- und Schülerheft zu Rainer Gross, Grafeneck. Krapp & Gutknecht Verlag, Rot an der Rot 2011, ISBN 978-3-941206-31-1.
- Gegenwartsbezug und Weltgeschichte im Geschichtsunterricht. In: Jörg Hentzschel-Fröhlings (Hrsg.): Gesellschaft, Region, Politik. Festschrift für Hermann de Buhr, Heinrich Küppers und Volkmar Wittmütz. Books on Demand, Norderstedt 2006, ISBN 978-3-8334-4138-7, S. 33–43.
- Der Falkland-Konflikt und die Europäische Gemeinschaft. In: Franz Knipping, Matthias Schönwald (Hrsg.): Aufbruch zum Europa der zweiten Generation. WVT Wiss. Verl. Trier, Trier 2004, ISBN 978-3-88476-652-1, S. 165–186.
- Walter Hallstein. Aspekte seiner politischen Biographie. In: Christoph E. Palmer (Hrsg.): Die politischen Kräfte in unserem Werk drängen weiter. Gedenkveranstaltung für Walter Hallstein am 17. November 2001 in Stuttgart. Staatsministerium Baden-Württemberg, Stuttgart 2002, ISBN 978-3-9801995-0-6, S. 13–30.
- New Friends – Difficult Friendships: Germany and its Western Neighbours in the Postwar Era. In: Contemporary European History 11 (2002), S. 317–332.
- Walter Hallstein and the „Empty Chair“ Crisis 1965/66. In: Wilfried Loth (Hrsg.): Crises and Compromises: The European Project 1963–1969 Nomos-Verl.-Ges., Baden-Baden 2001, ISBN 978-3-7890-6980-2, S. 157–171.
- Walter Hallstein et les institutions des Communautés Européennes. In: Marie-Thérèse Bitsch (Hrsg.): Le couple France-Allemagne et les institutions européennes. Une postérité pour le plan Schuman? Bruylant, Bruxelles 2001, ISBN 2-8027-1500-3, S. 151–168.
- „The same – should I say – antenna“. Gemeinsamkeiten und Unterschiede im europapolitischen Denken von Jean Monnet und Walter Hallstein (1958–1963). In: Andreas Wilkens (Hrsg.): Interessen verbinden. Jean Monnet und die europäische Integration der Bundesrepublik Deutschland. Bouvier, Bonn 1999, ISBN 978-3-416-02851-6, S. 269–298.
- Hinter Stacheldraht – vor Studenten. Die „amerikanischen Jahre“ Walter Hallsteins, 1944–1949. In: Ralph Dietl, Franz Knipping (Hrsg.): Begegnung zweier Kontinente. Die Vereinigten Staaten und Europa seit dem Ersten Weltkrieg, WVT Wiss. Verl. Trier, Trier 1999, ISBN 3-88476-371-7, S. 31–54.
- Nationalsozialismus im Aufwind? Das politische Leben der Deutschen Gemeinschaft Argentiniens in den frühen zwanziger Jahren des 20. Jahrhunderts. In: Holger M. Meding (Hrsg.): Nationalsozialismus und Argentinien. Beziehungen, Einflüsse und Nachwirkungen. Peter Lang, Frankfurt/M. usw. 1995, ISBN 3-631-48674-X, S. 51–66.